# Zensusgesetz 2011
Das bundesdeutsche Zensusgesetz 2011 regelt die Durchführung der EU-weiten Volkszählung im Jahre 2011. Das Gesetz ist als Artikel 1 des Gesetzes zur Anordnung des Zensus 2011 sowie zur Änderung von Statistikgesetzen am 16. Juli 2009 in Kraft getreten.
Mit dem Zensusgesetz wird die EG-Verordnung 763/2008, die eine Datenerhebung alle zehn Jahre vorsieht, in deutsches Recht umgesetzt. Es regelt die Erhebungsmerkmale (z. B. Alter, Geschlecht, Schulabschluss oder Wohnfläche), definiert die Auskunftspflichtigen und trifft Aussagen zu Zusammenführungen der Erhebungsteile sowie Löschungsfristen für Hilfsmerkmale.

## Entstehung
Die politische Auseinandersetzung um dieses Gesetz war geprägt von der Frage der Verteilung finanzieller Lasten zwischen Bund und Ländern, die auch Thema der 187. Sitzung der Innenministerkonferenz war und in dem Beschluss mündete, BMI und IMK mögen „möglichst rasch eine unabhängige Kostenkalkulation durch die Rechnungshöfe von Bund und Ländern veranlassen, damit eine angemessene Kostenbeteiligung des Bundes erreicht werden kann.“
Das Bundeskabinett beschloss am 3. Dezember 2008 einen Gesetzentwurf „zur Anordnung des Zensus 2011 sowie zur Änderung von Statistikgesetzen“. Dieser sah eine Eins-zu-eins-Umsetzung der von der EU geforderten Pflichtmerkmale vor. Im Rahmen des Gesetzgebungsverfahrens wurde der Gesetzentwurf umgehend dem Bundesrat zugeleitet, der sich damit am 13. Februar 2009 befasste. Die Länder kritisierten am Regierungsentwurf die Einrichtung eines Referenzdatenbestandes auf Bundesebene und zweifeln die Realisierbarkeit eines ihrer Meinung nach „bislang noch nie angewandten Datenbanksystems“ an. Darüber hinaus fordert der Bundesrat im Rahmen der ergänzenden Haushaltestichprobe die Religionszugehörigkeit als Erhebungsmerkmal aufzunehmen. Schließlich forderten die Länder, „dass sich der Bund zur Hälfte an den Kosten der rund 528 Millionen teuren Erhebung beteiligt.“ Entgegen den Empfehlungen seiner Ausschüsse verwarf der Bundesrat die Forderungen nach Fragen zu Miete, Energie und Leerstand im Rahmen der Gebäude- und Wohnungszählung. D. h. mit Ausnahme des Merkmals Religionszugehörigkeit sieht auch der Beschluss des Bundesrates die Eins-zu-eins-Umsetzung der EU-Vorgaben vor.
Der Regierungsentwurf des Zensusgesetzes 2011 wurde am 19. März 2009 in erster Lesung im Bundestag beraten und dabei an insgesamt sieben Ausschüsse verwiesen, wobei der Innenausschuss die Federführung hat. Als Themen wurden Religionszugehörigkeit und Migrationshintergrund genannt.

## Regelungen
Das Zensusgesetz 2011 legte den Stichtag der Erhebung auf den 9. Mai 2011 fest (§ 1), definiert die Erhebungseinheiten (§ 2, z. B. Personen und Haushalte, Gebäude mit Wohnraum) und bestimmt die Begrifflichkeiten (z. B. amtliche Einwohnerzahl, Wohnung).
Für die einzelnen Erhebungsteile (z. B. § 3 Auswertung der Melderegister, § 6 Gebäude- und Wohnungszählung, § 7 Haushaltebefragung auf Stichprobenbasis) werden die Merkmale festgeschrieben und es wird geregelt, wie diese zusammengeführt werden dürfen (§ 9).
Mit Ausnahme der Frage zum Bekenntnis zu einer Religion, Glaubensrichtung oder Weltanschauung im Rahmen der Haushaltestichprobe gilt ansonsten durchgängig die Auskunftspflicht (§ 18).
Die Hilfsmerkmale (z. B. Name, Anschrift) müssen spätestens vier Jahre nach dem Berichtszeitpunkt gelöscht werden (§ 19).
Der Bund gewährte den Ländern zum Ausgleich der Kosten der Vorbereitung und der Durchführung des registergestützten Zensus am 1. Juli 2011 eine Finanzzuweisung in Höhe von 250 Millionen Euro (§ 25).
Weitere Details zu Art, Umfang und Verteilung der Erhebungen sind in der Stichprobenverordnung Zensusgesetz 2011 vom 25. Juni 2010 (BGBl. I S. 830) geregelt.

## Verfahren vor dem Bundesverfassungsgericht
Am 16. Juli 2010 reichte der Arbeitskreis Vorratsdatenspeicherung eine Verfassungsbeschwerde mit mehr als 10.000 Unterstützer-Unterschriften ein. Diese wurde jedoch vom Bundesverfassungsgericht mit Beschluss vom 21. September 2010 nicht zur Entscheidung angenommen. Zur Begründung wird angeführt, dass die Verfassungsbeschwerde nicht den Anforderungen, welche das Bundesverfassungsgerichtsgesetz an die Begründung einer Verfassungsbeschwerde stellt, genüge.
In seinem Urteil vom 19. September 2018 hält das Bundesverfassungsgericht die vom Senat von Berlin und dem Senat der Freien und Hansestadt Hamburg im Wege der Normenkontrolle gerügten Vorschriften des Zensusgesetzes 2011, des Zensusvorbereitungsgesetzes 2011 sowie der Stichprobenverordnung Zensusgesetz 2011, insbesondere die Feststellung der amtlichen Einwohnerzahlen anhand einer maßgeblich auf vorhandene Registerdaten gestützten Erhebung statt einer traditionellen Volkszählung für mit dem Grundgesetz vereinbar.